# Paul Schier
Paul Schier (* 21. Januar 1889 in Leipzig; † 1957) war ein deutscher Maler und Grafiker.

## Leben und Werk
Schier studierte bei Robert Sterl an der Akademie der Bildenden Künste Dresden und nahm als Soldat des Kaiserliches Heers am Ersten Weltkrieg teil. Danach arbeitete er in Dresden, unterbrochen durch die Teilnahme am Zweiten Weltkrieg, als freischaffender Künstler. Er wohnte in der Ostraallee 15 b. Das Gebäude fiel 1945 den Luftangriffen auf Dresden zum Opfer, und Schier zog nach Karsdorf.
Schier war Mitglied des Dresdner Künstlerbunds und in der Zeit des Nationalsozialismus der Reichskammer der bildenden Künste. Für diese Zeit ist seine Teilnahme an 11 großen Gruppenausstellungen sicher belegt.
Auch nach dem Ende des NS-Staats arbeitete Schier in Karsdorf als freischaffender Maler, wohl ohne wesentliche Aufmerksamkeit zu erlangen. Mit Curt Querner schuf er in der Grundschule Oelsa in den frühen 1950er Jahren acht Wandgemälde. Sie erhielten dafür zusammen 1000 Mark und freies Logis bei Bauern des Dorfs. Die Bilder wurden nach 1965 übermalt. Einige Fotoaufnahmen befinden sich im Schul- und Heimatmuseum Dippoldiswalde.
Bilder Schiers befinden sich u. a. in der Dresdner Galerie Neue Meister und in der Städtischen Galerie Dresden. 

## Werke (Auswahl)

### Tafelbilder
- Blumenstrauß (1920, 88 × 82,5 cm; Städtische Galerie Dresden, Inv. 1953/3)
- Columbine (Städtische Galerie Dresden, Inv. 1953/9)
- Pierrot und Columbine (1923; Städtische Galerie Dresden, Inv. 1953/5)
- Tanzpause (123 × 103,5 cm; Städtische Galerie Dresden, Inv. 1989/k 1261)
- Echo (1933)[3]

### Zeichenkunst
- Frauenakt (Pastell, 82 × 63 cm; Galerie Neue Meister, Gal.-Nr. 3278)[4]
- Mädchen mit Äpfeln (1939, Pastell; Städtische Galerie Dresden, Inv. 1958/k 382)
- Ballerina (1943, Pastell)[5]
- Die Mahnung (1953, Kohlezeichnung)[6][7]

## Sicher belegte Teilnahme an wichtigen Ausstellungen in der Zeit des Nationalsozialismus (Auswahl)
- 1940: Dresden („Dresdner Künstlerbund. Erste Ausstellung Kriegsjahr 1940“)
- 1941: Dresden, Brühlsche Terrasse („Große Dresdner Kunstausstellung“)
- 1942: Berlin, Nationalgalerie (Große Berliner Kunstausstellung)
- 1943: Dresden, Brühlsche Terrasse („Kunstausstellung Gau Sachsen“)
- 1943: Dresden, Brühlsche Terrasse („Große Dresdner Kunstausstellung“)